# Estanislao González Ferrer
Estanislao González Ferrer (Lanzarote, 1930- ibídem, septiembre de 1990) fue un botánico español, experto en la flora de la isla canaria de Lanzarote. Una flor endémica de la isla fue encontrada por sus discípulos, con los que solía salir a hacer trabajo de campo estudiando y documentando especies in situ, y bautizada en su honor: la Helianthemum gonzalezferreri

## Biografía
Estanislao González Ferrer fue un lanzaroteño especialmente implicado en la conservación de la naturaleza y el patrimonio histórico de su isla natal, especializándose en botánica.
En su día fue una de las personas encargadas por el Ayuntamiento de Arrecife para constituir una comisión prevía para la creación del museo de la ciudad y entre sus contribuciones botánicas más conocidas está su participación como responsable botánico en la creación del conocido Jardín de Cactus de Lanzarote de César Manrique

## Reconocimientos
- Asignación de su nombre al descubrimiento de una nueva planta endémica de Lanzarote: la Helianthemum gonzalezferreri[10]